# Oum Louled
Oum Louled (en arabe Um 'Awlad) ou Noucha est une créature ou un personnage légendaire féminin du folklore tunisien, qui peut prendre l'apparence d'un animal. 
Son nom signifie « mère d'enfants » ou « mère des garçons ». 
Elle est réputée être une tueuse d'enfants[source insuffisante] mais, d'après la légende, elle aurait le pouvoir de s'attaquer à tous les humains, adultes et enfants sans distinction.
Elle correspondrait à la Umm al Sibyan (Oum al-Sibyan) dans le monde arabophone et, tout comme Aïsha Kandisha, serait selon certains faqîhs l'un des noms différents d'une seule et même djinniya. Dans le passé, Um-Şabyān ressemblait beaucoup à la Lilith des traditions juive et chrétienne.
Les praticiennes de la sphère magico-religieuse tunisienne reproduisent[Quoi ?] la vie de cette femme.